# Stigbøjle
 For alternative betydninger, se Stigbøjle (flertydig). (Se også artikler, som begynder med Stigbøjle)
Stigbøjlen er en ring med flad bund, som er fæstnet ved lange stropper til sadlen på fx en hest. Den giver rytteren et sted at hvile foden, og den forbedrer i høj grad rytterens muligheder for at kontrollere hesten. Først med stigbøjlen blev ridning et udbredt middel i kommunikation, transport og krigsførelse. Den kan betragtes som én af de mest afgørende opfindelser i den moderne civilisation, og nogle vægter den lige så højt som opfindelsen af hjulet eller bogtrykkerkunsten.
Ridekunsten blev opfundet længe før stigbøjlen; det første hjælpemiddel til at stabilisere rytteren er fundet i Indien og var en løkke om rytterens storetå, brugt i det 2. århundrede f.Kr. Virkningen var ret begrænset og løkken kunne bestemt ikke bruges, når rytteren steg til hest. Flere forskere mener, at opfindelsen af den egentlige, faste stigbøjle skyldes centralasiatiske rytterfolk som sarmaterne. Det passer godt med, at systemet kendes fra Kina omkring år 300.
Først da asiatiske folk som fx hunnerne invaderede Europa, blev stigbøjlerne kendt her, men de blev tilsyneladende kun værdsat som hjælpemiddel ved opsidning. Så sent som 732 under slaget ved Poitiers kæmpede de frankiske ryttere til fods mod ridende saracenere (arabere). På både oldhøjtysk, oldsaksisk og dansk viser navnet, at stigbøjlen i første række var en fordel ved opstigningen.
Opfindelsen af den kraftige saddel og stigbøjlerne var forudsætningen for udviklingen af det tunge, adelige rytteri. Sammen gav de rytteren mulighed for at bevare stabiliteten, mens han (eller hun, jf. Jeanne d'Arc!) leverede voldsomme slag eller stød med sine våben.
Hvornår egentlig ridderlig lansefægtning blev taget i brug er uklart. Bayeux-tapetet viser ryttere, der kaster deres lanser mod hinanden. Derfor må lansefægtning i Vesteuropa være kommet i brug senere end 1066.